# Abdul & José
Abdul & José ist eine australisch-osttimoresische Filmdokumentation, die sich mit den während der indonesischen Besetzung Osttimors (1975–1999) verschleppten Kindern beschäftigt. Es ist der erste von Osttimoresen produzierte Dokumentarfilm.

## Handlung
Der achtjährige José ist 1978 mit seiner Familie vor den indonesischen Invasoren zum Berg Matebian geflohen. Als ein Flugzeug das Flüchtlingslager bombardiert und 22 Mitglieder von Josés Familie tötet, rennt José weiter in die Berge. Er folgt einer indonesischen Militäreinheit. Er und andere Jungen werden von den Soldaten gezwungen als Diener zu arbeiten. 1979 werden die Kinder nach Indonesien verschifft. 35 Jahre später hat er den Namen Abdul Rahman, ist verheiratet und hat in Indonesien selbst Kinder. Bei seiner timoresischen Familie gilt er als tot und begraben. Als er seine alte Heimat besucht, wird José/Abdul mit seinen Erinnerungen konfrontiert und muss sein Leben wieder aufbauen.

## Hintergrund
Etwa 4.000 Kinder wurden in den 24 Jahren Besatzung aus Osttimor durch indonesische Soldaten, Beamte und religiöse Organisationen nach Indonesien gebracht, meist um ihnen zu helfen. Oft wurden den Eltern Versprechungen für eine gute Ausbildung der Kinder gemacht. Andere Kinder wurden von den Soldaten, die sie den Eltern entrissen oder deren Eltern sie getötet hatten, wie Sklaven gehalten. Nach einem geheimen Militärdokument sollten indonesische Soldaten die Überführung von Kindern nach Indonesien unterstützen, um den Islam in Osttimor zu verbreiten. Viele Kinder kamen in strenge muslimische Schulen und wurden zwangskonvertiert. Die Verschleppung war zwar nie offizielle Staatspolitik, aber bereits ein Jahr nach der Invasion hatte zum Beispiel Präsident Suharto 23 osttimoresische Kinder in seiner Residenz in Jakarta aufgenommen. Sie wurden zu einem osttimoresischen Zweig der Suhartofamilie. Da ein Großteil nur zwei oder drei Jahre alt war, sind heute ihre Familien in Osttimor nur schwer wiederzufinden. Zahlreiche Kinder sind auch einfach verschwunden.

## Rezeption
Der Film wurde in über zehn Ländern im Fernsehen ausgestrahlt und bei Festivals in Australien, Neuseeland, Portugal, Brasilien, Bangladesch, Indien, Indonesien, Taiwan und Japan gezeigt. Beim Festival International du Film Documentaire Océanien (FIFO) 2018 auf Tahiti erhielt Abdul & José den Sonderpreis der Jury. Der Film wird als „Geburtsurkunde“ des osttimoresischen Dokumentarfilms bezeichnet.

## Produktion
Die Produzentin Bety Reis ist in Osttimor für ihre Arbeit mit der Theatergruppe Bibi Bulak bekannt. Dili Film Works produzierte auch A Guerra da Beatriz (2013), den ersten osttimoresischen Spielfilm, bei dem Reis die Co-Regie führte. Einen Teil der Finanzierung übernahm die Gemeinschaft der Portugiesischsprachigen Länder (CPLP).